# 기현
기현(본명: 유기현, 1993년 11월 22일~)은 대한민국의 가수로 보이 그룹 몬스타엑스의 메인보컬이다.

## 학력
- 고양신일초등학교(졸업)
- 신일중학교(졸업)
- 안곡고등학교(졸업)
- 동아방송예술대학교 방송연예학과 (졸업)
- 경희사이버대학교 문화예술경영학과 (학사)

## 음반 목록
- "끌리는 여자" - 기현, 주헌 (2015, 오렌지 마말레이드 OST)
- "한 걸음 더" (2016, 그녀는 예뻤다 OST)
- "부나비 (The Tiger Moth) (Acoustic Ver.)"(2016, 쇼핑왕 루이 OST)
- "정이 들어버렸어"(2017, 수상한 파트너 OST)
- "Can't Breathe" - 기현, 주헌 (2018, 검법남녀 OST)
- "Love Virus" - 기현, 설아 (2018, 김비서가 왜 그럴까 OST)

## 출연 작품

### 텔레비전 프로그램
- 2015년 MBC 《미스터리 음악쇼 복면가왕》 (2015) - 내가 용왕이라고 전해라 (참가자 출연)
- 2015년 ~ 2016년 MBC 《나의 머니 파트너 : 옆집의 CEO들》 - 고정 출연
- 2016년 MBC 드라마넷 《취향저격 : 뷰티플러스》 - 진행
- 2023년 JTBC 《한문철의 블랙박스 리뷰》 - 진행 (25회 ~ 42회까지 진행 군 입대로 하차, 2025년 7월 1일 방송분 132회 게스트 출연)
- 2025년 E채널 《류학생 어남선》 - 고정 출연